# اقتصاد نهادگرایی در ایران
اقتصاد نهادگرایی در ایران (یا اقتصاد نهادگرایی ایرانی) گرایشی از مکتب اقتصاد نهادگرایی است که توسط برخی اقتصاددانان نهادگرای ایرانی به عنوان یک رویکرد در تحلیل‌های بلند مدت اقتصادی یا توسط برخی دیگر در به عنوان یک مکتب و الگوی بومی حکمرانی اقتصادی مطرح شده و از وجه تمایز‌های این جریان فکری اقتصادی، مقابله با اندیشه اقتصاد بازار و مکانیزم بازار در اقتصاد و میل به قدرت سیاسی است. نهادگرایی ایرانی منتقد اقتصاد جریان اصلی  یا نئوکلاسیک است اما ادعا می‌کند که در زمره اقتصاد نهادگرایی جدید قرار می‌گیرد که خود بخشی از اقتصاد نئوکلاسیک و روشی تحلیلی در این پارادایم است. در توضیح این تناقض برخی از اقتصاددانان رویکرد و مبانی نظری این گرایش را خارج از چارچوب نهادگرایی مرسوم در دنیا و زبان علمی مختص به آن دانسته‌اند، برخی دیگر ضمن رد جدید بودن این اندیشه اقتصادی در ایران، آن را عنوانی جدید برای طرفداران اقتصاد دولتی چپ  یا جریان نئوچپ‌های اقتصادی در ایران دانسته‌اند که این اندیشه‌های اقتصادی را با عنوان‌های دیگر بیان می‌کنند.
در اقتصاد سیاسی ایران بعد از دهه ۶۰ شمسی، انتخاب دولت‌ها برای شیوه حکمرانی اقتصادی عمدتاً بین دوگانه بازارگرایی و بر اساس مدیریت بازار آزاد یا بر اساس اندیشه‌های نهادگرایی ایرانی و ایجاد شبه بازارهای ساخته شده توسط نهادها (نابازار) بوده است.
به سبب آن که عمده افراد شاخص پیرو گرایش اقتصاد نهادگرایی ایرانی در دانشگاه علامه طباطبایی تحصیل یا تدریس کرده بودند، این اقتصاددانان با عنوان طیف علامه شهرت یافتند. این گروه شامل نهادگرایان وابسته به احزاب چپ خارج نشین ایرانی نمی‌شود و از نظر گرایش سیاسی عمدتاً نزدیک به جناح اصلاح طلبان سنتی می‌باشند. در حال حاضر مؤسسه مطالعاتی «دین و اقتصاد»، وابسته به مصطفی عالی‌نسب و فرشاد مؤمنی، بخشی از این حلقه فکری را دور هم جمع کرده است.
اقتصاد نهادگرایی در سطح دنیا یک اقتصاد دگراندیشانه (Heterodox) به تحلیل‌های اقتصاد جریان اصلی یا نئوکلاسیک است که بر اثر نهادها در فرایند تحول اقتصادی تأکید دارد. دو گونه یا گرایش نهادگرایی شامل نهادگرایی «سنتی» و نهادگرایی «جدید» می‌باشد. نهادگرایی سنتی مخالف ساده‌سازی نهادها به سلیقه، تکنولوژی، یا ماهیت است (به مغالطهٔ ماهیت‌گرایانه نگاه کنید) اما اقتصاد نهادگرایی جدید که از اواخر قرن بیستم پدید آمد، پیشرفت‌های اخیر اقتصاد نئوکلاسیک را با نهادگرایی ادغام کرد. از زمان انتشار کتاب بنیان‌های حقوقی سرمایه‌داری در سال ۱۹۲۴ توسط جان کامونز، حقوق و اقتصاد به یکی از موضوعات عمدهٔ اقتصادی تبدیل شد. از آن زمان تاکنون، اختلاف نظرهای زیادی دربارهٔ نقش قانون (به عنوان یک نهاد رسمی) در رشد اقتصادی وجود داشته است.
اگرچه زبان علمی گونه نهادگرایی ایرانی به گفته برخی تاکنون به صورت واضح تشریح نشده ولی از طریق مطالعه موردی می‌توان به مبانی فکری و نظری این گرایش از اقتصاد نهادگرایی دست یافت.

## جریان‌شناسی
نهادگرایان ایرانی یا حلقه علامه، محفل علمی اقتصاددانان نهادگرا در اقتصاد ایران است که جریانی از اقتصاد نهادگرایی هستند که منتقد اقتصاد بازار و حذف تصدی گری دولت و مداخله در بازارها می‌باشند. این جریان فکری معتقد است هرگونه اصلاح سیستمی در اقتصاد از درون نهادهای اجتماعی باید صورت بگیرد. برای سپردن اقتصاد به دست بازار نیز، ابتدا باید مقدمات نهادی آن (با هدف شکی‌گیری بازار کنترلی یا نابازار) شکل بگیرد. به همین منظور نقش دولت را نیز بسیار کلیدی ارزیابی می‌کنند. اما نه دولتی که چپ‌گراها می‌گویند؛ بلکه دولتی که نقش توسعه ای دارد و بازی ساز است تا بازیگر.
این طیف فکری به دو گروه سیاسی شناخته می‌شود که شامل چپی‌ها و سازمان مجاهدینی خلقی‌های سابق و طیف نزدیک به میرحسین موسوی، فرشاد مؤمنی، عباس شاکری، محمد ستاری فر،حسین راغفر و … را می‌توان نام برد. اما در میان گرایش سیاسی غیر اصلاح طلب، گونه دیگری از اقتصاددانان حضور دارند که افرادی همچون الیاس نادران، محمد خوش چهره، سبحانی، توکلی، دادگر و ایروانی از مشاهیر آن هستند.
بخشی از گرایش دوم این حلقه فکری که از میان اصولگراها بودند در مجلس توانستند نقش آفرینی بیشتری داشته باشند. از جمله این افراد الیاس نادران است که نماینده مجلس شورای اسلامی از دور هفتم یا یازدهم و رئیس کمسیون اصل ۴۴ قانون اساسی در این مجلس بود که باید او را ترمز تندروی اصولگرایان راست‌گرای اقتصادی در ماجرای خصوصی‌سازی و اصلاح اصل ۴۴ قانون اساسی ایران دانست و در آن زمان این اقتصاددان نهادگرا مانع شد تا قرائت راست‌گراهای تندرو اقتصادی در اتاق بازرگانی بر قانون گذاری حاکم شود. احمد توکلی، نماینده ادوار مختلف مجلس که از همین طیف است، در ماجرای تصویب قانون هدفمندسازی یارانه‌ها در ایران از نمایندگان شاخصی بود که مانع حذف یارانه کالایی در یک مرحله از اقتصاد ایران و شوک درمانی برای آزادسازی اقتصاد شد. با طولانی شدن بازه زمانی اجرای قانون هدفمندسازی یارانه‌ها، مرحله دوم و سوم هدفمندسازی هیچگاه اجرا نشد. دیگر نماینده مجلس از این طیف حسن سبحانی بود که در مجلس هفتم مهم‌ترین مخالف افزایش قیمت بنزین سپردن تعیین نرخ بهره صرفاً به بانک مرکزی بود.

### نهادگرایی ایرانی، الگوی حکمرانی اقتصادی
اگرچه افرادی نزدیک به جریان نهادگرایی، مثل مصطفی عالی نسب، سکان داران مدیریت اقتصادی ایران در دهه اول بعد از انقلاب و دوران جنگ تحمیلی بودند، ولی الگوی اقتصادی دولت‌های ایران در دهه ۶۰ نهادگرایی نبوده است. اقتصاد نهادگرایی ایرانی به عنوان یک جریان اقتصادی، همزمان با روی کار آمدن دولت اصلاح طلب محمد خاتمی در اقتصاد سیاسی ایران اوج گرفت. با پیروزی وی در انتخابات ریاست جمهوری سال ۱۳۷۶ که به باور برخی داغ شدن فضای انتقاد از سیاست‌های اقتصادی دولت‌های هاشمی رفسنجانی در آن بی تأثیر نبود، خاتمی در کنار شعار توسعه سیاسی ناگزیر از تلاش برای تغییر رویکرد اقتصادی دولت شد. بر این اساس، خاتمی دست به کار تدوین طرح جدیدی برای ساماندهی اقتصادی کشور شد؛ طرحی که با هدایت اقتصاددانان نهادگرا تلاش داشت تا با رد نسخه‌های اقتصادی دوران سازندگی، الگوی رشد و توسعه بومی و ملی جدیدی در چارچوب نگاه نظریه نهادگرایی (با ترکیب نظریات اقتصادی جریان اصلی و مارکسیسم) خلق کند. اما اختلاف‌های رخ داده میان دیدگاه طیف علامه (به عنوان پایگاه اصلی نهادگرایان) و برخی از اقتصاددانان دانشگاه شهید بهشتی همچون محسن نوربخش (نزدیک به طیف سازندگی و اقتصاد بازار آزاد) که با وجود پایان دولت هاشمی از سوی خاتمی نیز مورد وثوق بودند، در عمل اجرای این طرح آشفته به لحاظ رویکردی را زمین گیر کرد.
در دور دوم دولت محمد خاتمی، حسین نمازی وزیر اقتصاد دور دور دوم دولت محمد خاتمی شد که بعد از مدتی استعفا داد. در این دوره ستاری فر و سایر همکاران از این حلقه فکری، متولی تدوین برنامه چهارم توسعه ایران شدند. همچنین در دولت حسن روحانی حضور اقتصاددانان نهادگرا در تیم اقتصادی دولت چشمگیر بود، به طوری که اقتصاددانان نهادگرایی مثل علی طیب نیا در سمت وزیر اقتصاد و محمد باقر نوبخت در سمت معاون رئیس‌جمهور و رئیس سازمان مدیریت و برنامه‌ریزی کشور، عضو تیم اقتصادی این دولت بودند. در دور دوم دولت حسن روحانی، برخی رسانه‌ها از چرخش سیاست اقتصادی دولت متناسب با شرایط به سمت نهادگرایی خبر دادند و آن را فاصله گرفتن دولت از اقتصاد آزاد تعبیر کردند.

## مبانی فکری جریان نهادگرایی ایرانی
دیدگاه‌های متفاوتی در مورد چیستی اندیشه جریان نهادگرایی ایران از جانب طرفداران و منتقدان آن مطرح شده است. نهادگرایی به صورت کلی ابزار کارایی برای تحلیل وقایع اقتصاد و رویدادها در بلندمدت است. در بین موافقان و مخالفان نهادگرایی ایرانی، سنت قدرتمند نهادگرایی در دانشگاه‌های جهان و بینش امثال وبلن، کوز و نورث مورد توجه است و ارزشمند دانسته می‌شود. داگلاس نورث می‌گوید زمانی که او در تحلیل بلندمدت با فرض‌های نظریه نئوکلاسیک به مشکل برخورد، نهادها را وارد تحلیل کرد و نشان داد که چگونه می‌توان اثر نهادها به عنوان قواعد بازی را به کار بست. اما جریان نهادگرایی ایرانی دارای تفاوت‌های در مبانی و رویکرد است که این مشخصه‌های رویکردی به صورت زیر می‌باشند:

### مخالفت با اقتصاد بازار
انتقاد نظریه اقتصاد نهادگرایی از اقتصاد آزاد یا نئوکلاسیک در این چارچوب است که اقتصاد نئوکلاسیک به نهادها کم توجهی کرده است، نه این که خود اقتصاد نئوکلاسیک غلط باشد. بنابراین اقتصاددانان نهادگرا در جهان چارچوب بازار رقابتی را می‌پذیرند، ولی به گفته برخی منتقدان جریان نهادگرایی ایرانی، آن‌ها با گلچین کردن برخی مضمون‌ها با اندیشه اقتصاد بازار به مبارزه برمی‌خیزند و توجیه برای مداخله دولت در اقتصاد باز می‌کنند. ترجیع‌بند بسیاری از پیشنهادهای آنان عبارت «اصطلاحات نهادی» است؛ این مفهومی کلی و با ابهام است که روشن نیست برای تحقق آن به‌طور دقیق چه باید کرد. نتیجه این مفاهیم مبهم این بوده است که چپ ایرانی خیلی کاری نداشت نهادگرایی چیست، ولی زیر لوای آن همان حرف‌های سابق را تکرار می‌کرد.
مخالفت با اندیشه اقتصاد بازار در نوشته‌ها و تحلیل‌های رهبران اقتصاد نهادگرایی ایرانی مشهود است. به عنوان مثال فرشاد مومنی در تحلیل سیاست‌های اقتصادی دولت‌ها در دهه ۶۰ شمسی در ایران که اقتصاد را به سمت یک الگوی شبه مارکسی از اقتصاد می‌برد و در توصیف افراد مخالف این سیاست‌ها که بعضا خواهان احترام به مالکیت خصوصی و برقرار اقتصاد بازار آزاد بودند چنین می‌گوید: «جدی ترین منتقدان سیاست های اقتصادی دوران جنگ را رباخواران، سوداگران و دلالان تشکیل می دادند و بزرگترین حامیان آن، تولید کنندگان بودند؛ اما در طی ۲۵ سال گذشته که اقتصاد ما هموراه با فراز و نشیب همراه بوده برعکس این مسئله صادق شده است.»

### نقد ادعای جهانشمولی اقتصاد متعارف
به گفته احسان خاندوزی، اقتصاددان و استاد دانشگاه ایرانی، از مهم‌ترین وجوه انتقادی جریان نهادگرایی، نقد فرض‌ها و روش‌های علم اقتصاد جدید و ادعای جهانشمولی آن است. این در حالی است که تأکید و تکیه بر کرسی تفکر و مدیریت علمی جدید از نقاط قوت و وجوه کلیدی جریان اقتصاد متعارف جدید در دنیا به‌شمار می‌رود (که باعث سازگاریش با شرایط و جهانشمولی می‌شود).

### ناآشنا بودن زبان علمی نهادگرایی ایرانی
برای آنکه جریان اقتصاددانان نهادگرای ایرانی بتوانند مدعی باشند که شاخه جدیدی از علم اقتصاد ایجاد کرده‌اند که پیش از این نبوده است، باید شاخص‌های عینی علمی و جهانی داشته باشد که قابل عرضه و سنجش باشد. نهادگرایان ایرانی باید بتوانند نشان دهند که می‌توانند با ابزارهای علمی مسائل اقتصادی موجود را حل کنند. با این وجود تاکنون مقالاتی علمی در نشریات معتبر از این گروه چاپ نشده تا مبانی علمی این رویکرد برای پاسخ به مسائل اقتصادی را تشریح نماید. دقت کنید که زبان علم، زبان شفافیت است. مسئله این نیست که چه موضوعی را مطرح می‌شود، مسئله این است که با چه زبانی و چه ابزاری مطرح می‌شود. به گفته حسین عباسی، اقتصاددان و استاد دانشگاه مریلند، یک اقتصاددان می‌تواند مقالات مهم اقتصاد نهادگرایی با مدل‌های ساده و پیچیده، با نتایج نظری یا تجربی، مانند مقالات داگلاس نورث و بقیه چهره‌های شاخصی که با این ابزار مقاله نوشته‌اند را بخواند و درک کند، اما به گفته او با زبان غیر علمی که طیف نهادگرایی ایرانی استفاده می‌کنند هیچ‌گونه احساس آشنایی نمی‌کند. نتیجه این نیست که احتمال بدهم اینها مسائلی مطرح می‌کنند که آنقدر سطح بالایی دارد که شاید نسل‌های بعد بفهمند، احتمال بیشتر این است که دارند حرف غیرعلمی و بی‌پایه می‌زنند، به زبان روز دنیا آشنا نیستند و تصورات خودشان را در قالبی مطرح می‌کنند که تنها خودشان و دوروبری‌هایشان بفهمند.

### میل به قدرت سیاسی
نظریه نهادگرایی بیش از آنکه در علوم سیاسی مطرح باشد، نظریه‌ای است که ریشه در علم اقتصاد دارد، با این وجود کارکردهای این نظریه همزمان می‌تواند هم در حوزه سیاست و هم اقتصاد کارایی داشته باشد، چرا اساس نگاه این نظریه، تجزیه و تحلیل و چگونگی فعالیت نهادهاست.
برخی از اقتصاددانان مثل موسی غنی نژاد معتقدند که تمایز نئوکلاسیک‌ها و نهادگرایان در دنیا اندک است و نهادگرایان ایرانی بیشتر در پی شریک شدن در قدرت هستند تا اصلاح اقتصادی. وی می‌گوید: «اینها می‌خواهند قدرت سیاسی را در دست بگیرند و حرف از نهادگرایی و حکمرانی خوب می‌زنند، خب بهتر است بروند حزب درست کنند و با شفافیت به دنبال قدرت باشند. البته اگر خواستند این کار را بکنند حتماً باید یک تئوری اقتصادی خوب داشته باشند چون حکمرانی خوب تئوری اقتصادی نیست.»

## نهادگرایی، یک رویکرد یا جریان اقتصادی
از آن جمله می‌توان به سخنان احسان خاندوزی، اقتصاددان و استاد دانشگاه ایرانی در تشریح نهادگرایی می‌گوید: «نهادگرایی به مفهومی که زاییده شد از جمله رویکردهای اقتصادی است نه مکاتب (جریان) اقتصادی. در نتیجه شما نباید انتظار داشته باشید که نهادگرایی برای شما حرفی (هدفی) معارض (جریان اصلی) داشته یا رقیب مکتب سوسیالیسم یا سرمایه‌داری باشد. به همین دلیل نباید رویکرد نهادگرایی را رقیب یا هم‌عرض مکتب اقتصاد اسلامی دانست. همچنین نهادگرایی اولیه رویکردی است که از تحلیل رفتار عاملان اقتصادی در سطح خرد آغاز شد و این نکته‌ای است که در ایران چندان به رسمیت شناخته نمی‌شود؛ به دلیل اینکه نهادگرایی را نخستین‌بار کسانی بیان کردند که دغدغه‌های توسعهای داشتند و توسعه جدیترین محملِ مناقشات هنجاری در درون دانش اقتصاد است. البته در نهادگرایی جدید، به ویژه شاخه داگلاس نورث، آموزه‌های مرتبط با سطح توسعه بسیار تقویت شده و امروز نهادگرایی در مسیر توسعه، دیدگاه‌های جدی دارد.»
به گفته وی: «این مسئله مطرح که «نهادگرایی لباس جریان چپ ایرانی است» به این خاطر (مطرح شده) است که برخی افراد داعیه دار نهادگرایی در کشور بودند که در دهه ۱۳۶۰ و اوایل ۱۳۷۰ با ادبیات دیگری (اقتصاد مارکسی) منتقد رویکرد نئوکلاسیک بودند، اما نکته مهم این است که دفاع امروز آنها از نهادگرایی به این معنی نیست که آنها صرفاً از ادبیات جدیدی برای تکرار سخنان گذشته خودشان استفاده می‌کنند، بلکه اصلاحات و تغییرات بسیاری در موضع گیریهای ایشان مشهود است. از سوی دیگر به دلیل اینکه نهادگرایی در خاستگاه خود، بیش از تمایل به سوسیالیسم، از مکتب تاریخی آلمان متأثر بود، با گذشت زمان بسیاری از اقتصاددان‌های جریان متعارف هم علاقه‌مند شدند از دستاوردهای نظری آن به عنوان مکمل استفاده کنند، به گونه‌ای که اکنون در دانشکده اقتصاد دانشگاه شریف، که به نوعی محفل اقتصاددان‌های نئولیبرال و نئوکلاسیک به‌شمار می‌آید، به شدت از دستاوردهای نهادگرایی استفاده می‌کنند.
از صاحب نظران مشهور این جریان در ایران فرشاد مؤمنی، محمد ستاری‌فر، حسین عظیمی، حسین راغفر، محمد جواد ایروانی و محسن رنانی می‌باشند.

## اقتصاددانان جریان نهادگرایی ایرانی
مؤسسه «دین و اقتصاد» و مؤسسه «پژوهش‌های اقتصاد و مدیریت» از پایگاه‌های اصلی جریان نهادگرایی ایرانی هستند. اقتصاددانان این جریان بدین شرح هستند:
- فرشاد مؤمنی
- محمد ستاری‌فر
- حسین راغفر
- محسن رنانی
- عباس شاکری
- پرویز داوودی
- محمد جواد ایروانی